# Merindad de Cuesta-Urria
Merindad de Cuesta Urria és un municipi de la província de Burgos a la comunitat autònoma de Castella i Lleó. Forma part de la comarca de Las Merindades.

## Demografia
| 1991 |  | 1996 |  | 2001 |  | 2004 |
| ---- |  | ---- |  | ---- |  | ---- |
| 602  |  | 524  |  | 513  |  | 500  |